# Clare Short

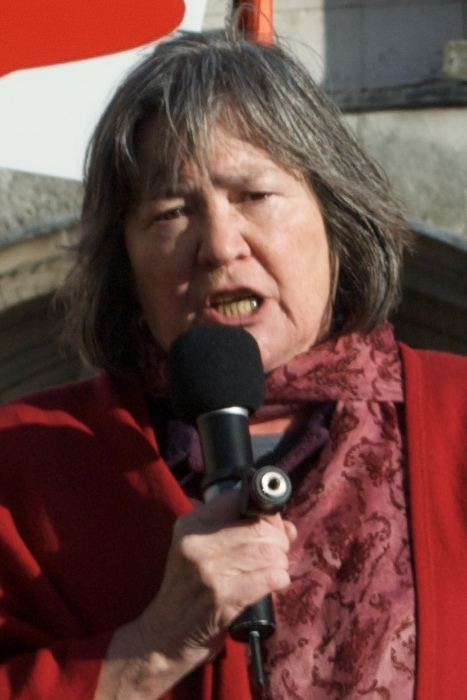
Clare Short (2009)

Clare Short (* 15. Februar 1946 in Birmingham, England) ist eine britische Politikerin und Frauenrechtlerin.

## Biografie
Nach dem Schulbesuch absolvierte sie ein Studium der Politikwissenschaft an der University of Leeds.
Clare Short begann ihre politische Laufbahn als Kandidatin der Labour Party 1983 mit der Wahl zur Abgeordneten des Unterhauses und vertritt seitdem den Wahlkreis Birmingham Ladywood. Später war sie Mitglied des Schattenkabinetts des von 1983 bis 1992 amtierenden Vorsitzenden der Labour Party, Neil Kinnock.
Als Abgeordnete machte sie insbesondere auf sich aufmerksam, als sie versuchte, die Veröffentlichung der sogenannten Page Three girls in Zeitungen wie „The Sun“, „Daily Mirror“ und „Daily Star“ durch die sogenannte Page Three Bill zu unterbinden. Dabei versuchte sie weniger, die Abbildung nackter Frauen zu verbieten, sondern definierte eine Zeitung vor dem Gesetz als Erzeugnis, das keine nackten oder halbnackten Männer oder Frauen abbildet. Das Gesetz hätte damit die britischen Boulevardmedien von ihrem gesetzlich bedeutsamen Status als Zeitung getrennt. Sie bekam 3.000 Briefe, die ihr Vorhaben unterstützen, während Sun und andere Boulevardzeitungen das Vorhaben bekämpften. Letztlich scheiterte sie an mangelnder politischer Unterstützung in den eigenen Reihen.
Nach dem Wahlsieg der Labour Party bei den Unterhauswahlen 1997 wurde sie von Premierminister Tony Blair als Ministerin für Internationale Entwicklung (Secretary of State for International Development) in dessen Regierung berufen. Einer ihrer engsten Mitarbeiter war während dieser Zeit ihr Parlamentarischer Privatsekretär Dennis Turner.
Im Jahr 2000 gehörte sie zu einigen prominenten Labour-Mitgliedern, die nach einer Spende von 100.000 Pfund Sterling durch Richard Desmond die Frage stellten, ob die Partei Geld von einem Pornozeitungsverleger annehmen sollte.
Am 12. Mai 2003 trat sie aus Protest gegen den Irakkrieg zurück und wurde zu einem der schärfsten Kritiker von Blair. Im Februar 2004 erregte sie erneut Aufmerksamkeit, als sie angab, dass Mitarbeiter der Vereinten Nationen, darunter UN-Generalsekretär Kofi Annan, vom britischen Geheimdienst (Secret Intelligence Service, MI6) abgehört wurden. Des Weiteren ist Short häufig durch ihre israelkritischen Äußerungen aufgefallen, so bezeichnete sie wiederholt Israel als „Apartheid-Regime“ und forderte wegen der israelischen Siedlungspolitik zu einem Handelsboykott israelischer Waren auf. 2007 behauptete sie, Israel untergrabe die Anstrengungen der internationalen Gemeinschaft gegen die globale Erwärmung, da durch den Nahostkonflikt die Aufmerksamkeit der Welt von diesem Problem abgelenkt sei.